# Люмьер (кинопремия, 2004)
9-я церемония вручения наград премии «Люмьер» за заслуги в области французского кинематографа за 2003 год состоялась 17 февраля 2004 года.

## Список лауреатов
- Лучший фильм:
  - Трио из Бельвилля, режиссёр Сильвен Шоме.
- Лучший режиссёр:
  - Ален Рене, за фильм Только не в губы.
- Лучший актёр:
  - Бруно Тодескини за роль в фильме Его брат.
- Лучшая актриса:
  - Сильви Тестю за роль в фильме Страх и трепет.
- Лучший сценарий:
  - С тех пор, как уехал Отар – Жюли Бертуччелли и Бернард Ренуччи.
- Многообещающему актёру:
  - Грегори Деранжер за роль в фильме Бон вояж!.
- Многообещающей актрисе:
  - Саша Андрес за роль в фильме Она наша.
- Лучший фильм на французском языке:
  - Нашествие варваров , режиссёр Дени Аркан.